# Suzuki GSX-R250
La Suzuki GSX-R250 (chiamata anche GSX R 250 o GSX-R 250) è una motocicletta sportiva prodotta dalla casa motociclistica giapponese Suzuki dal 1987 fino al 1990.

## Profilo e contesto

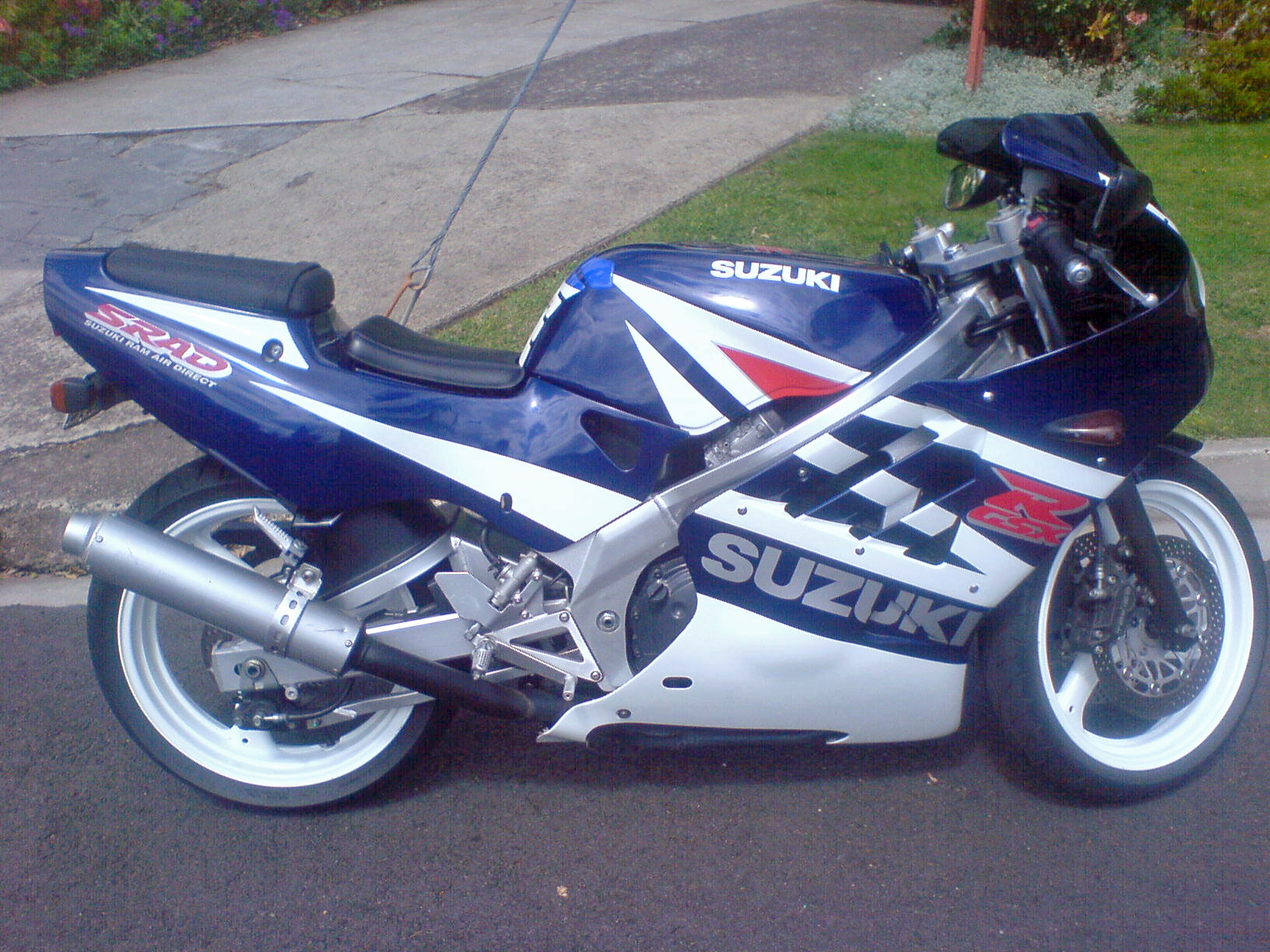
GSX-R250R

La GSX-R250 venne presentata il 28 marzo 1987. Il motore a 4 cilindri in linea con distribuzione DOHC a 4 valvole per cilindro 
(per un totale di 16) a 4 tempi raffreddato a liquido di nuova progettazione adottava un particolare collettore di scarico della Yoshimura Duplex Cyclone chiamato SPEC che produceva una potenza massima di 45 CV a circa 14500 giri/min. Dotata di un cambio a sei velocità, la moto utilizzava una frizione a dischi multipli in bagno d'olio. Il motore era alloggiato sul telaio in a doppia trave in acciaio.
La sospensione anteriore utilizzava una forcella telescopica regolabile, al posteriore invece montava un mono ammortizzatore anch'esso regolabile. Il sistema frenante era composto da tre dischi, di cui quelli anteriori doppi. 
Nel gennaio 1988 vennero apportate piccole modifiche alla forma degli indicatori di direzione anteriori e posteriori, il trattamento superficiale della marmitta venne di cromato e il radiatore in argento. 
Nel febbraio 1988 fu introdotta la GSX-R250SP, che adottava una nuova trasmissione.
Il 1 aprile 1989 vennero modifiche i fanali, venne applicata uba copertura in alluminio sulla marmitta e venne installato il gancio portapacchi.

### GSX-R250R
Il 2 febbraio 1989 arrivò la variante GSX-R250R. Basata sulla normale GSX-R250, era un modello più sportivo con deu miglioramenti atti alla guida in pista e all'incremento delle prestazioni. Alimentazione passò da un singolo carburatore doppio corpo a un carburatore a 4 quattro corpi per migliorare l'efficienza della presa d'aria, il telaio venne sostituito con uno diamantato in alluminio e il forcellone venne rinforzato per aumentarne la rigidità. La forcella anteriore venne maggiorata a 41 mm e i freno dotati di pinza a 4 pistoncini Tokico combinata con un doppio disco flottante da 290 mm.

### GSX-R250S Cobra
La GSX-R250S Cobra esordì nel settembre 1989.
Basata sulla GSX-R250R, era la versione naked senza carenatura e con faro anteriore singolo circolare.